# Рютин, Марк Сергеевич
Марк Сергеевич Рютин (род. 26 марта 1988, Пушкин, Ленинград) — российский футболист, вратарь.

## Карьера
Воспитанник петербургского футбола, выпускник Университета физкультуры им. Лесгафта. За свою карьеру играл за ряд любительских команд, также числился в бельцкой «Олимпии» и датском «Ольборге».
Первый матч на профессиональном уровне провёл 2 апреля 2011 года в составе «Гагаузии» в рамках чемпионата Молдавии против рыбницкой «Искры-Стали» (0:3). Всего за «Гагаузию» провёл 8 матчей и пропустил 12 голов, играя за клуб на правах аренды из «Олимпии».
В начале 2014 года уехал на Фарерские острова, где присоединился к новичку Премьер-лиги клубу «Скала». В январе 2015 года после того, как команда выбыла в низшую лигу, перешёл в датский «Веннсюссель».